# Premio Luca de Tena
El Premio Luca de Tena es otorgado por el diario español ABC a las trayectorias periodísticas sobresalientes en la defensa de los valores del diario: innovación técnica, exigencia literaria e independencia informativa. Fue creado en 1929.
El premio lleva el nombre de la familia Luca de Tena, fundadora del diario ABC.

## Galardonados
Con el Premio "Luca de Tena" han sido galardonados desde 1929:
1. Juan Manuel Mata
2. Leandro Blanco
3. Alfredo Carmona
4. Ramiro de Maeztu
5. Fermín Mugueta
6. Francisco Casares
7. Pedro Mourlane Michelena
8. Pedro Massa
9. Eugenio Vegas Latapié
10. Luis de Galinsoga
11. José Losada de la Torre
12. Alfredo Marquerie
13. Luis Moure Mariño
14. Josefina de la Maza
15. José Antonio Pérez Torreblanca
16. Agustín del Río Cisneros
17. Juan Bautista Acevedo
18. Francisco Sánchez-Ocaña
19. Miguel Pérez Ferrero
20. Luis Calvo
21. Nicolás González Ruiz
22. José Montero Alonso
23. Luis Pérez Cutoli
24. Josefina Carabias
25. Gonzalo Fernández de la Mora
26. Luis de Armiñán
27. Manuel Sánchez del Arco
28. Víctor de la Serna
29. José Luis Vázquez-Dodero
30. Pedro de Lorenzo
31. Victoriano Fernández Asís
32. Julio Trenas
33. Luis María Ansón
34. Carlos Luis Álvarez "Cándido"
35. Emilio Romero Gómez
36. Salvador López de la Torre
37. Salvador Jiménez
38. Manuel Alcántara
39. Florentino Pérez Embid
40. Lorenzo López Sancho
41. Lluís Permanyer
42. Diego Jalón Holgado
43. José María Ruiz Gallardón
44. José Javaloyes Berenguer
45. José Pedro Crespo
46. Ricardo de la Cierva
47. Luis Prados de la Plaza
48. José Luis Martín Descalzo
49. Joaquín Luis Ortega
50. Andrés Travesí Sanz
51. Jaime Campmany
52. Enrique de Aguinaga
53. Nicolás de Jesús Salas
54. Miguel Ángel Velasco Puente
55. Eugenio Suárez Gómez
56. Darío Valcárcel
57. Alfonso Vignau Miró
58. Gaspar Ariño Ortiz
59. Francisco Pérez Caramés
60. Pablo Sebastián
61. Miguel García-Posada
62. Vicente Zabala
63. Bernardino M. Hernando
64. Luis Ignacio Parada
65. Blanca Berasátegui
66. José Jiménez Lozano
67. José Luis Gutiérrez
68. Faustino F. Álvarez
69. Juan Tapia
70. José Antonio Zarzalejos
71. Ignacio Sánchez Cámara
72. Antonio Franco
73. Indro Montanelli
74. Jean d'Ormesson (2001)
75. Antonio Mingote (2002)
76. Alejandro Junco de la Vega (2003)
77. José António Saraiva (2004)
78. Oriana Fallaci (2005)
79. Santiago Castelo (2006)
80. Felipe López Caballero (2007)
81. Eduardo Sánchez Junco (2008)
82. Manu Leguineche (2009)
83. Charles Moore (2010)
84. Claudio Magris (2011)
85. Antonio Burgos Belinchón
86. Maruja Torres (2020)
87. José María Carrascal (2021)
88. Inés Artajo Ayesa (2022)
89. Pedro García Cuartango (2023)[1]
90. Rosa María Calaf (2024)[2]
91. Carlos Alsina Álvarez (2025)[3]